# Kiili
Kernu es un municipio rural y una localidad de Estonia perteneciente al Condado de Harju. Su capital es el lugar de Kiili, uno de los 3 lugares poblados del municipio, que también tiene 13 localidades.
A 1 de enero de 2016 tiene 4945 habitantes en una superficie de 100,4 km².

## Localidades de Kiili (población año 2011)
- Arusta 39
- Kangru 801
- Kiili 1,497
- Kurevere 28
- Lähtse 365
- Luige 1,280
- Metsanurga 37
- Mõisaküla 191
- Nabala 104
- Paekna 174
- Piissoo 47
- Sausti 161
- Sõgula 32
- Sõmeru 66
- Sookaera 29
- Vaela 304